# آذر البيكدلي
آذر البيگدلي (1134 - 1195 هـ) هو من أدباء وشعراء إيران في القرن الثاني عشر الهجري.
هو لطف علي بيگ بن آقا خان البيكدلي شاملو، المشتهر بواله ونكهت وأخيراً اشتهر بآذر. ولد في أصفهان سنة 1134 هـ، وعاصر السلطان كريم خان الزند، وتولى الكتابة لعادل شاه افشار المستوفي. توفي سنة 1195 هـ.

## آثاره
له «نه آسمان» و«تذكره آتشكده عجم» وديوان شعر ومنظومة «يوسف وزليخا».